# The Trouble with Angels
The Trouble with Angels (en España, Ángeles Rebeldes) es una película estadounidense de 1966 que narra en tono de comedia las aventuras de dos chicas que se convierten en amigas íntimas en una escuela católica femenina dirigida por monjas. La película fue dirigida por Ida Lupino y está protagonizada por Hayley Mills (en su primer papel cinematográfico tras dejar los estudios Disney), Rosalind Russell y June Harding.
El reparto del film cuenta con Marge Redmond como sor Liguria, profesora de matemáticas, Mary Wickes, como sor Clarisa, profesora de gimnasia, y Portia Nelson como sor Isabel, profesora de arte.
En 1968 se estrenó la secuela Where Angels Go, Trouble Follows («Donde van los ángeles, hay problemas»), protagonizada por Stella Stevens.

## Argumento
La acción transcurre en la Academia San Francisco, un imaginario internado católico femenino situado en Pensilvania, dirigido por una orden religiosa de monjas. Rosalind Russell interpreta a la madre superiora, que pasa toda la película en conflicto con Mary Clancy (Hayley Mills), una adolescente rebelde, y su amiga Raquel Devery (June Harding). El argumento sigue a las jóvenes durante sus años de estudios secundarios, en los que gastan bromas a las hermanas y se meten en problemas una y otra vez. Aunque Mary pasa buena parte de sus años en San Francisco sufriendo la autoridad de la madre superiora y preguntándose por qué una mujer elegiría una vida de monja, según va pasando el tiempo se va sintiendo conmovida por los ejemplos de la dedicación, devoción, amabilidad, amor y generosidad de las hermanas, y comienza a ver que las monjas son mujeres realizadas, sin carencias. Mary recibe «la llamada» durante su último año, y tras la graduación permanece en la escuela para iniciar su noviciado en la orden.

## Reparto
Las monjas:
- Rosalind Russell: la madre superiora.

- Binnie Barnes: sor Celestina.

- Camilla Sparv: sor Constancia.

- Mary Wickes: sor Clarisa.

- Marge Redmond: sor Liguria.

- Dolores Sutton: sor Rosa María.

- Margalo Gillmore: sor Bárbara.

- Portia Nelson: sor Isabel.

- Marjorie Eaton: sor Úrsula.

- Barbara Bell Wright: sor Margarita.

- Judith Lowry: sor Prudencia.

Las alumnas:
- Hayley Mills: Mary Clancy.

- June Harding: Raquel Devery.

- Barbara Hunter: Marvel-Ann.

- Bernadette Withers: Valerie.

- Vicky Albright: Charlotte.

- Patty Gerrity: Sheila.

- Vicki Draves: Kate.

- Wendy Winkelman: Sandy.

- Jewel Jaffe: Ginnie-Lou.

- Gail Liddle: Priscilla.

- Michael-Marie: Ruth.

- Betty Jane Royale: Gladys.

- Ronne Troup: Helen.

- Catherine Wyles: Brigette.

Fuera de la escuela:
- Gypsy Rose Lee: la Sra. Phipps

- Jim Boles: el Sr. Gottschalk

- Kent Smith: el tío George.

- Pat McCaffrie: el Sr. Devery

- Harry Harvey, Sr.: el Sr. Grisson

- Mary Young: la Sra. Eldridge

- Jim Hutton: el Sr. Petrie

## Antecedentes
The Trouble with Angels está basada en el libro Life with Mother Superior («La vida con la madre superiora»), en el que Jane Trahey relata sus propios años en una escuela católica cerca de Chicago en los años 30 del siglo XX. Aunque en la película se describe el colegio como un internado fuera de la ciudad, Trahey asistió a lo que hoy es la Providence-St. Mel's High School, que era una escuela de alumnas externas. Muchos de los incidentes que se mencionan en el libro se basan en las experiencias de Trahey en el Mundelein College de Chicago. El personaje de Mary Clancy (Hayley Mills) se inspiró en una amiga de Jane, que profesó como religiosa dominica de Sinsinawa.

## Producción
The Trouble with Angels se rodó entre agosto y septiembre de 1965. Los exteriores de la Academia San Francisco se filmaron en lo que se llamaba St. Mary's Home for Children, y actualmente es Lindenwold Castle (Mattison Estate Property) en Ambler (Pensilvania). Los interiores se rodaron en los estudios Columbia de Hollywood. Muchos de los exteriores se filmaron en la Mansión Greystone, que el ayuntamiento de Beverly Hills alquilaba al American Film Institute. Las escenas en la estación al principio y al final de la película se rodaron en una estación abandonada en Monrovia (California).
Antes de comenzar el rodaje, una antigua compañera de escuela de Rosalind Russell que entonces era madre superiora en un convento de San Luis (Misuri), le pidió a la actriz que asistiera a un evento de recaudación de fondos para una escuela que quería fundar. Russell propuso que esta película, a punto de estrenarse, podía ser ideal para este fin, y convenció a la productora Columbia para que la estrenara en el Fox Theatre de San Luis. La recaudación de las entradas se cedió al fondo para construir la escuela.

## Acogida
La película marcó el inicio de la carrera de Hayley Mills como actriz de comedia, en un momento en el que intentaba dejar atrás la imagen de actriz adolescente en películas producidas por Walt Disney
The Trouble with Angels tuvo buenas críticas, a excepción de la revista Variety, que opinó: «Una atractiva idea —una moderna madre superiora que a base de astucia consigue meter en cintura a dos estudiantes rebeldes en una escuela católica femenina— pierde impacto a causa de una trama y un ritmo repetitivos, además de una dirección rutinaria (…). En la graduación, el personaje de Mills sufre una insólita metamorfosis que el público católico se espera hace tiempo».
La película consiguió suficiente éxito de taquilla como para que se hiciera una secuela titulada Where Angels Go, Trouble Follows («Donde van los ángeles, hay problemas»). No obstante, Hayley Mills optó por no retomar su papel protagonista, y fue sustituida por Stella Stevens en el papel de sor George, personaje complementario al de la madre superiora interpretada de nuevo por Rosalind Russell.

## Cameos
La artista de burlesque Gypsy Rose Lee interpreta un pequeño papel.
Jim Hutton tiene una breve intervención como director de una escuela rival, sin que su nombre aparezca en los títulos de crédito.